# 夏ダカラ!
「夏ダカラ!」（なつだから）は、Buono!の通算12枚目のシングル。2011年7月20日発売。発売元はアップフロントワークス（zetimaレーベル）。

## 概要
- アップフロントワークス移籍後2枚目のシングル。
- センターは鈴木愛理。
- 曲中の間奏に入る台詞は鈴木愛理が担当している。

## 収録曲
1. 夏ダカラ!
（作詞：三浦徳子、作曲：今井千尋、編曲：石崎光）
MMORPG『Forsaken World』キャンペーンソング[2]
2. Ice Mermaid
（作詞：鈴木美穂、作曲：柳沢英樹、編曲：田原伸浩、ブラスアレンジ：竹上良成）
3. 夏ダカラ!(Instrumental)